# Richard Höger
Richard Höger (* 17. srpna 1972, Prešov) je bývalý slovenský fotbalista, záložník. Po skončení aktivní kariéry působí jako trenér.

## Fotbalová kariéra
V československé hrál za Tatran Prešov. Nastoupil v 11 ligových utkáních a dal 1 gól. Dále hrál slovenskou ligu za Prešov, Slovan Bratislava a BSC JAS Bardejov, ruskou ligu za Lokomotiv Nižnij Novgorod a v sezoně 2000/01 také izraelskou ligu za Hapoel Cafririm Holon FC.
Po návratu do vlasti hrával druhou ligu v Ličartovcích a Humenném. Nastupoval i za menší rakouské kluby SV Bad Aussee (2004–2006) a SV Kieninger-Bau Bad Goisern (2006–2007). Od února 2008 byl hráčem OŠK Fintice, kde ukončil hráčskou kariéru.
Mistr Slovenska 1999 se Slovanem Bratislava. Vítěz Slovenského poháru 1997 a 1999 a finalista 1994. V Poháru vítězů pohárů nastoupil ve 4 utkáních.
Je držitelem trenérské UEFA Pro Licence.

## Ligová bilance
| Ročník                                   | Zápasy | Góly | Klub                      |
| ---------------------------------------- | ------ | ---- | ------------------------- |
| 1. československá fotbalová liga 1992/93 | 11     | 1    | Tatran Prešov             |
| 1. slovenská fotbalová liga 1993/94      | 19     | 5    | Tatran Prešov             |
| 1. slovenská fotbalová liga 1994/95      | 29     | 1    | Tatran Prešov             |
| 1. slovenská fotbalová liga 1995/96      | 21     | 1    | Tatran Bukóza Prešov      |
| 1. slovenská fotbalová liga 1996/97      | 12     | 2    | Slovan Bratislava         |
| Mars superliga 1997/98                   | 13     | 2    | BSC JAS Bardejov          |
| Mars superliga 1997/98                   | 3      | 0    | Slovan Bratislava         |
| Mars superliga 1998/99                   | 8      | 1    | Slovan Bratislava         |
| Ruská Premier Liga                       | 7      | 1    | Lokomotiv Nižnij Novgorod |
| CELKEM 1. LIGA ČSFR                      | 11     | 1    |                           |
| CELKEM 1. LIGA SR                        | 105    | 12   |                           |
| CELKEM 1. RUSKÁ LIGA                     | 7      | 1    |                           |